# ریچارد جفرسون
ریچارد آلن جفرسون،زاده ۱۹۸۰ بازیکن حرفه‌ای ان بی ای است.
او از دانشگاه آریزونا بوده، و در ان بی ای بسکتبال خویش را با تیم نیوجرزی نتز و سپس سن آنتونیو اسپرز و در نهایت گلدن استیت واریرز به نقطه کنونی رسانید.